# 일망타진
일망타진(Coogan's Bluff)은 미국에서 제작된 돈 시겔 감독의 1968년 영화이다. 클린트 이스트우드 등이 주연으로 출연하였고 돈 시겔 등이 제작에 참여하였다.

## 출연

### 주연
- 클린트 이스트우드
- 수잔 클라크
- 리J.콥

### 조연
- 티샤 스터링
- 베티 필드
- 톰 툴리
- 돈 스트로우드

## 제작진
- 협력프로듀서: 얼빙 L. 레오나르드
- 의상: 헬렌 콜빅